# Elias Sjöström
Elias Thomas Sjöström, född 5 september 2003, är en svensk professionell ishockeyspelare som spelar för Karlskrona HK i Hockeyettan. Hans moderklubb är Kållereds SK och han spelade ungdoms- och juniorishockey för Hovås HC, Mölndal Hockey och Södertälje SK innan han inför säsongen 2022/23 anslöt till Linköping HC i SHL. Den två efterföljande säsongerna spelade han för Västerviks IK och representerade klubben både i Hockeyallsvenskan och Hockeyettan. Han avslutade säsongen 2024/25 med spel i Västerås IK. I augusti 2025 anslöt han till Karlskrona HK.

## Karriär
Sjöström påbörjade sin ishockeykarriär i moderklubben Kållereds SK och spelade i klubbens ungdoms- och juniorsektioner fram till säsongen 2016/17. Därefter tillbringade han en säsong vardera för Hovås HC och Mölndal Hockey innan han inför säsongen 2019/20 anslöt till Södertälje SK:s juniorverksamhet. Dessförinnan vann han TV-pucken med Göteborg 2018. I sin andra säsong i Södertälje var Sjöström den poängmässigt bästa backen i J18:s östra serie. Innan säsongen ställdes in på grund av Covid-19-pandemin gjorde han 16 poäng på åtta grundseriematcher. Han var också den back som gjorde flest mål (6) och assist (10) i serien. Säsongen 2021/22 var Sjöström den poängbästa backen i Södertäljes J20-lag. På 50 grundseriematcher stod han noterad för 35 poäng, varav sju mål. Han vann också backarnas poängliga i J20 Nationells fortsättningsserie (20 poäng) och var den back med flest assistpoäng (18). Dessutom var han den spelare med bäst plus/minus-statistik (+18).
Den 12 maj 2022 bekräftades det att Sjöström skrivit ett tvåårsavtal med Södertälje för spel i Hockeyallsvenskan. Den 28 juni samma år meddelades det dock att han nyttjat en klausul i sitt avtal för SHL-spel och att han lämnat klubben. Dagen därpå presenterades han som ett av Linköping HC:s nyförvärv, med ett undertecknat tvåårsavtal. Han kombinerade sedan den följande säsongen med spel i SHL och i Linköpings J20-lag. Han spelade sin första SHL-match med istid den 20 september 2022, mot Skellefteå AIK. Totalt spelade han 42 grundseriematcher och noterades för tre assistpoäng för Linköping. I slutet av säsongen lånades Sjöström ut till Almtuna IS. I sin första match för klubben, den 10 mars 2023, gjorde han sitt första mål i serien, på Emil Kruse, då Almtuna föll mot Västerviks IK med 4–3. Han spelade senare ytterligare en match för Almtuna i Hockeyallsvenskans slutspel, dock utan att noteras för några poäng.
Den 11 maj 2023 meddelades det att Sjöström lånats ut för spel i Hockeyallsvenskan till Västerviks IK för säsongen 2023/24. I slutet av grundserien ådrog sig Sjöström en skada, vilken gjorde att han missade åtta matcher i januari och februari 2024. Totalt spelade han 44 grundseriematcher och noterades för 14 poäng, varav 3 mål. Detta gav honom en andraplats i den interna poängligan bland backarna i laget. Västervik slutade sist i grundserien och förlorade sedan play out-serien mot Östersunds IK med 4–2 i matcher. Laget degraderades därmed till Hockeyettan. I slutet av mars 2024 bekräftade Linköping HC att Sjöström kallats tillbaka till klubben under SM-slutspelet, dock utan att få spela några matcher. Den 17 juli 2024 stod det klart att Sjöström lämnat Linköping och förlängt sitt avtal med Västerviks IK. Han gjorde en poängmässigt stark säsong i Hockeyettan där han stod för 24 poäng på 31 grundseriematcher. Han låg på fjärde plats i den interna poängligan och var Västerviks poängmässigt bästa back då det den 1 februari 2025 meddelades att han lämnat klubben för spel med Västerås IK i Hockeyallsvenskan för återstoden av säsongen. Han spelade totalt tolv matcher för klubben och noterades för två assistpoäng. Kort efter Västerås uttåg ur det Hockeyallsvenska slutspelet bekräftades det att Sjöström lämnat klubben.
Den 3 augusti 2025 bekräftades det att Sjöström skrivit ett ettårsavtal med Karlskrona HK i Hockeyettan.

## Statistik
| 2022–23                  | Linköping HC             | SHL                      | 42 | 0 | 3  | 3  | 4  | — | — | — | — | —  |
| 2022–23                  | Almtuna IS               | HA                       | 1  | 1 | 0  | 1  | 0  | 1 | 0 | 0 | 0 | 0  |
| 2023–24                  | Västerviks IK            | HA                       | 44 | 3 | 11 | 14 | 16 | 4 | 0 | 2 | 2 | 25 |
| 2024–25                  | Västerviks IK            | Div. 1                   | 31 | 1 | 23 | 24 | 16 | — | — | — | — | —  |
| 2024–25                  | Västerås IK              | HA                       | 10 | 0 | 2  | 2  | 2  | 2 | 0 | 0 | 0 | 0  |
| Hockeyallsvenskan totalt | Hockeyallsvenskan totalt | Hockeyallsvenskan totalt | 55 | 4 | 13 | 17 | 18 | 7 | 0 | 2 | 2 | 0  |
| SHL totalt               | SHL totalt               | SHL totalt               | 43 | 0 | 3  | 3  | 4  | — | — | — | — | —  |